# Jurek Olszewski
Jurek Stanisław Olszewski (ur. 30 czerwca 1955 w Kikole) – polski lekarz, otolaryngolog, audiolog i foniatra, specjalista rehabilitacji medycznej i medycyny sportowej, były Dziekan Wydziału Fizjoterapii i Wydziału Wojskowo-Lekarskiego Uniwersytetu Medycznego w Łodzi, były kierownik Kliniki Otolaryngologicznej, Onkologii Laryngologicznej, Audiologii i Foniatrii oraz kierownik II Katedry Otolaryngologii Uniwersytetu Medycznego w Łodzi.

## Życiorys
W 1962 roku rozpoczął naukę w Szkole Podstawowej w Kikole, którą ukończył w 1970 roku, a następnie w latach 1970–1974 uczęszczał do Liceum Ogólnokształcącego im. R. Traugutta w Lipnie. W 1974 roku, po zdaniu egzaminów wstępnych, został przyjęty na Wydział Lekarski Wojskowej Akademii Medycznej w Łodzi, który ukończył w 1980 roku z wyróżnieniem i uzyskał tytuł lekarza. W okresie studiów prowadził działalność naukową w Studenckim Kole Naukowym przy Zakładzie Anatomii Prawidłowej. Brał czynny udział jako student w sympozjach polskich („Symposium Medicum” – Poznań 1977, Katowice 1978, Łódź 1979, Białystok 1980) i zagranicznych (Debreczyn 1977), w których zdobywał liczne nagrody i wyróżnienia. Za działalność naukową w 1979 roku otrzymał nagrodę Sekretarza Naukowego PAN. W Alma Mater przeszedł przez wszystkie szczeble akademickie, od starszego asystenta (1984), przez adiunkta (1989) do kierownika Kliniki (2003). Ponadto uzyskiwał kolejne stopnie wojskowe: podporucznika (1980), porucznika (1981), kapitana (1985), majora (1989), podpułkownika (1993) i pułkownika (1997).
Nominację profesorską otrzymał w Belwederze z rąk prezydenta Aleksandra Kwaśniewskiego w 2001 roku.
Jako nauczyciel akademicki Uniwersytetu Medycznego w Łodzi pełnił funkcję Dziekana Wydziału Fizjoterapii w latach 2002–2008 oraz Dziekana Wydziału Wojskowo-Lekarskiego w latach 2012–2019 oraz był członkiem Senatu w latach 2002–2020.
Jest członkiem rady naukowej wielu czasopism polskich (m.in. Otolaryngologia Polska i Journal of Hearing Science), jak i renomowanych czasopism zagranicznych, w tym: Canadian Hearing Report, American Journal of Otolaryngology and Head and Neck Surgery, International Science and Medical Journals. Uczestniczył w 215 Kongresach-Zjazdach-Sympozjach-Konferencjach, z czego w 166 krajowych i 49 zagranicznych, na których przedstawił 616 doniesień naukowych.
Był recenzentem 5 dorobków naukowych na tytuł profesora i 3 super recenzentem oraz 11 prac habilitacyjnych, przewodniczącym 6 komisji habilitacyjnych i członkiem 4 komisji habilitacyjnych, recenzentem 24 prac doktorskich 13 prac magisterskich i 44 prac licencjackich, a także promotorem 36 doktoratów, 101 prac magisterskich i 12 prac dyplomowych oraz opiekunem 4 habilitacji. Ponadto pod jego kierunkiem specjalizację I stopnia z otolaryngologii uzyskało 6 lekarzy i II stopnia – 8 lekarzy, II stopnia z audiologii i foniatrii – 6 lekarzy oraz II stopnia z audiologii – 1 lekarz.
Na dorobek naukowy Olszewskiego składa się 458 publikacji, z czego 374 zostało wydrukowanych w czasopismach polskich i 84 w zagranicznych oraz jest redaktorem 22 książek, w tym podręcznika „Otorynolaryngologia dla studentów kierunku lekarskiego i lekarsko-dentystycznego”.
Czynnie uczestniczy w życiu środowiska naukowego. Od 1984 roku jest członkiem Polskiego Towarzystwa Otorynolaryngologów-Chirurgów Głowy i Szyi, a od 2018 roku jest członkiem Honorowym Polskiego Towarzystwa Otorynolaryngologów Chirurgów Głowy i Szyi. Ponadto prowadzi szeroką działalność dydaktyczną podyplomową. Od 1990 roku uczestniczy w opracowaniu programów i prowadzeniu kursów doskonalących i przedegzaminacyjnych na I i II stopień z otolaryngologii.
Jest Zasłużonym dla Powiatu Lipnowskiego (2014) oraz Zasłużonym dla Gminy Kikół (2019).

## Kariera naukowa i zawodowa
- 1980: lekarz, absolwent Wojskowej Akademii Medycznej w Łodzi, dyplom z wyróżnieniem[1]
- 1980–1981: staż podyplomowy w Szpitalu Klinicznym Wojskowej Akademii Medycznej w Łodzi[1]
- 1981–1984: lekarz w jednej z jednostek Głównego Kwatermistrzostwa WP[2]
- 1982: specjalizacja I stopnia z otolaryngologii[1]
- 1984: dr nauk medycznych za pracę pt. „Budowa zewnętrzna i wewnętrzna nerwu sromowego u człowieka”[1]
- 1984: specjalizacja I stopnia z otolaryngologii[1]
- 1984–1989: starszy asystent/adiunkt Zakładu Anatomii Prawidłowej INP WAM w Łodzi[1]
- 1987: tytuł specjalisty w zakresie otolaryngologii[1]
- 1990: adiunkt Kliniki Otolaryngologicznej ICh WAM w Łodzi[2]
- 1996: doktor habilitowany na podstawie dorobku naukowego oraz rozprawy habilitacyjnej pt. „Badania doświadczalne nad wpływem niedokrwienia pochodzącego z tętnic kręgowych na czynność ucha wewnętrznego świnek morskich”[1]
- 1996: profesor nadzwyczajny Wojskowej Akademii Medycznej w Łodzi[1]
- 1998: tytuł specjalisty w zakresie w zakresie organizacji ochrony zdrowia wojsk[2]
- 2000: tytuł specjalisty w zakresie medycyny sportowej[1]
- 2001: profesor nauk medycznych[1]
- 2002: tytuł specjalisty w zakresie rehabilitacji medycznej[1]
- 2005: tytuł specjalisty w zakresie audiologii i foniatrii[2]
- od 2014: profesor Zakładu Dialektologii Polskiej i Logopedii, Wydział Filologiczny UŁ[9]
- od 2015: przedstawiciel Polski w Europejskiej Federacji Towarzystw Audiologicznych (European Federation of Audiology Societies)[10]
- 2015–2018: członek Komitetu Nauk Klinicznych PAN[1]
- 2018: członek Honorowy Polskiego Towarzystwa Otorynolaryngologów Chirurgów Głowy i Szyi[6]
- od 2019: członek Komitetu Nauk Klinicznych PAN[11]

## Główne osiągnięcia naukowe i kliniczne
- 1979: nagroda naukowa Sekretarza Naukowego PAN[1]
- 2021: Europejski Urząd Patentowy (EPO- European Patent Office) udzielił Europejski Urząd Patentowy (EPO- European Patent Office) udzielił Patentu nr 3498166[12] na innowacyjne prototypowe urządzenie do elektromagnetycznej stymulacji ucha w leczeniu subiektywnych szumów usznych, który został opublikowany w Europejskim Biuletynie 27 stycznia 2021 roku.

## Główne osiągnięcia organizacyjne
- 1997–1998: sekretarz Rady Naukowej Instytutu Chirurgii WAM[1]
- 1997–2000: kurator STN WAM[2]
- 1997–2002: członek Senatu WAM[1]
- 1997–2001: członek Rady Lekarskiej WIL[1]
- 1998–2002: członek Komisji Senackiej WAM ds. Kadrowych i Organizacyjnych oraz ds. Studenckich[1]
- 1999–2002: stanowisko Nieetatowego Zastępcy Komendanta Instytutu Chirurgii WAM[1]
- 1999–2002: stanowisko Konsultanta WP w dziedzinie laryngologii[2]
- 2000–2001: koordynator Współpracy między WAM a PKN ORLEN Płock S.A.[1]
- 2001–2002: stanowisko Nieetatowego Zastępcy Komendanta Wydziału Lekarskiego WAM ds. fizjoterapii[2]
- 2002: stanowisko Zastępcy Komendanta Wydziału Lekarskiego ds. Dydaktycznych[1]
- 2002–2008: dziekan Wydziału Fizjoterapii Uniwersytetu Medycznego w Łodzi[1]
- 2002–2020: członek Senatu Uniwersytetu Medycznego w Łodzi[1]
- 2003–2021: kierownik Kliniki Otolaryngologii, Onkologii Laryngologicznej, Audiologii i Foniatrii UM w Łodzi[13]
- od 2004: kierownik II Katedry Otolaryngologii Uniwersytetu Medycznego w Łodzi[13]
- 2007–2010: członek Komisji Patofizjologii Słuchu, Mowy i Zaburzeń Komunikacyjnych PAN[1]
- 2007–2014: konsultant Wojewódzki w dziedzinie Audiologii i Foniatrii[1]
- 2011–2013: przewodniczący Sekcji Onkologicznej Polskiego Towarzystwa Otorynolaryngologów Chirurgów Głowy i Szyi[2]
- 2012–2019: dziekan Wydziału Wojskowo-Lekarskiego Uniwersytetu Medycznego w Łodzi[1]
- od 2013: konsultant Wojewódzki w dziedzinie otorynolaryngologii[1]
- 2014: prezes Stowarzyszenia Rozwoju Otorynolaryngologów-Chirurgów Głowy i Szyi im. WAM w Łodzi[14]
- 2018: wiceprezes Fundacji Rozwoju Uniwersyteckiego Szpitala Klinicznego nr 2 im. Wojskowej Akademii Medycznej w Łodzi „PRO CORDIS”[15]
- 2018–2020: przewodniczący Sekcji Audiologicznej Polskiego Towarzystwa Otorynolaryngologów Chirurgów Głowy i Szyi[1]
- od 2020: przewodniczący Sekcji Foniatrycznej Polskiego Towarzystwa Otorynolaryngologów Chirurgów Głowy i Szyi[16]
- od 2020: członek Zarządu Głównego Polskiego Towarzystwa Otolaryngologów Dziecięcych[1]

## Ordery, odznaczenia oraz wybrane nagrody i wyróżnienia
- Krzyż Kawalerski Orderu Odrodzenia Polski (2020)[17]
- Złoty Krzyż Zasługi (2002)[18]
- Srebrny Krzyż Zasługi (1998)[19]
- Złoty Medal „Za Zasługi Dla Obronności Kraju” (1988)[1]
- Medal z okazji 65 lat Wyższego Szkolnictwa Medycznego w Łodzi (2010)[1]
- Medal „Za Zasługi Dla Ligi Obrony Kraju” (2008)[1]
- Medal „Pro memoria. Prusak w Polsce” (2007)[1]
- Medal im. dr. Henryka Jordana w (2003)[1]
- Medal Komisji Edukacji Narodowej (1999)[1]
- Odznaka honorowa „Za zasługi dla ochrony zdrowia” (2005)[1]
- Odznaka „Przyjaciel Dziecka” (1993)[1]
- „Przyjaciel po Wsze Czasy”. Instytut Fizjologii i Patologii Słuchu (2012)[20]
- Zasłużony dla Powiatu Lipnowskiego (2014)[7]
- Zasłużony dla Gminy Kikół (2019)[8]

## Wywiady i filmy
- Najczęstsze przyczyny zawrotów głowy. Film tvn med (2008)[2]
- Wywiad z prof. Jurkiem Olszewskim w serwisie internetowym (2015)[21].
- Audycja szumy uszne radio Parada, red. Ewa Kubasiewicz rozmawia z prof. dr. hab. Jurkiem Olszewskim (2020)[22].